# Вінницько-Барська єпархія ПЦУ
Вінницько-Барська єпархія — єпархія Православної церкви України з центром у місті Вінниця. Кафедральний собор — Спасо-Преображенський. Єпархія виникла в грудні 2018 року після Об’єднавчого собору українських православних церков внаслідок переходу митрополита Вінницького і Барського Симеона (Шостацького), кафедрального собору та низки парафій Вінницької єпархії УПЦ (МП) в юрисдикцію Православної церкви України. Офіційно зареєстрована 15 березня 2019. Об’єднує парафії Вінницької області, які перейшли з Вінницької, Тульчинської та Могилів-Подільської єпархій УПЦ (МП), а також ставропігійні парафії з інших областей, які забажали бути в підпорядкуванні митрополита Симеона.

## Історія
14 грудня 2018 року напередодні Об’єднавчого собору українських православних церков митрополит Симеон, що очолював Вінницьку єпархію УПЦ (МП), отримав грамоту від Вселенського патріарха Варфоломія, якою він разом із кліриками та вірними єпархії приймався в юрисдикцію Константинопольського патріархату і яка захищала його від можливих заборон із боку Московського патріархату.
15 грудня 2018 року митрополит Симеон взяв участь в Об’єднавчому соборі й увійшов до складу створеної на ньому об’єднаної Православної церкви України разом зі своєю єпархією, хоча значна частина парафій і священиків відмовилася від об’єднання й лишилася в складі УПЦ (МП). Єпархія офіційно зареєстрована як частина ПЦУ 15 березня 2019 та існує паралельно з двома іншими єпархіями ПЦУ на території області: Вінницько-Тульчинською (що приєдналася від УПЦ КП) та Вінницько-Брацлавською (від УАПЦ).
У січні 2021 році митрополит Симеон відзначив, що на момент переходу він мав 320 парафій в управлінні, але до ПЦУ приєдналися лише 51, а також кілька парафій із сусідніх єпархій УПЦ (МП).
У 2021 було відроджено жіночий Благовіщенський монастир у місті Вінниця, який було засновано ще 1635 року, а згодом ліквідовано в 1845 році.
Друга хвиля переходу парафій УПЦ (МП) розпочалася після широкомасштабного вторгнення Російської Федерації 24 лютого 2022 року. З початку вторгнення й до кінця травня до Вінницької-Барської єпархії приєдналося 34 громади, із них 13 — разом із священиками. Найбільше у Вінницькому та Хмільницькому районах.
Станом на кінець грудня 2022 року єпархія має 1 монастир, 1 монастирський скит, 108 парафій у всіх районах Вінницької області та 50 священнослужителів.

## Парафії
У Вінницькій єпархії УПЦ (МП) на кінець 2018 року було близько 320 парафій, із яких 51 приєдналася до ПЦУ станом на січень 2021 року. Всього УПЦ (МП) мала у Вінницькій області близько 650 парафій у трьох єпархіях.
У травні 2022 року на сайті Вінницько-Барської єпархії вказано 72 парафії у 8 благочиннях, а також два ставропігійні храми за межами області. У червні — 79 парафій та 1 ставропігійний храм. Наприкінці року єпархія налічувала 108 парафій, у яких служили 50 кліриків.
Могилів-Подільське і Тульчинське благочиння утворені на територіях, які не входили до Вінницько-Барської єпархії до Об’єднавчого собору.
| #  | Назва                                                       | Населений пункт         | Громада              | Район               | Благочиння         | Настоятель                  | Приєднання     | Примітки                                                        |
| -- | ----------------------------------------------------------- | ----------------------- | -------------------- | ------------------- | ------------------ | --------------------------- | -------------- | --------------------------------------------------------------- |
| 1  | Кафедральний собор Преображення Господнього                 | м. Вінниця              | Вінницька            | Вінницький          | —                  | митр. Симеон (Шостацький)   |                |                                                                 |
| 2  | Церква святих Косьми і Даміана                              | м. Вінниця              | Вінницька            | Вінницький          | —                  |                             |                | Нижній храм кафедрального собору.                               |
| 3  | Церква святого Макарія Овруцького                           | м. Вінниця              | Вінницька            | Вінницький          | —                  |                             |                | Храм Благовіщенського монастиря.                                |
| 4  | Церква ікони Пресвятої Богородиці «Всіх скорботних радість» | м. Вінниця              | Вінницька            | Вінницький          | Вінницьке міське   | прот. Анатолій Аксанюк      |                | При Вінницькому психоневрологічному диспансері ім. акад. Ющенка |
| 5  | Церква Святої Трійці                                        | м. Вінниця              | Вінницька            | Вінницький          | Вінницьке міське   | прот. Олексій Волков        |                | Скельний, при Центрі військової медицини ВПС ЗС України         |
| 6  | Церква святого Миколая                                      | м. Вінниця              | Вінницька            | Вінницький          | Вінницьке міське   | прот. Вячеслав Буданевич    |                |                                                                 |
| 7  | Церква святої Параскеви                                     | с. Гавришівка           | Вінницька            | Вінницький          | Вінницьке районне  | прот. Миколай Кульпекін     |                |                                                                 |
| 8  | Церква святого Володимира                                   | смт. Десна              | Вінницька            | Вінницький          | Вінницьке районне  | прот. Олексій Волков        | 2022           | Будується.                                                      |
| 9  | Церква Усікновення глави Йоана Предтечі                     | с. Великі Крушлинці     | Вінницька            | Вінницький          | Вінницьке районне  | прот. Мар’ян Нестер         | 2022           |                                                                 |
| 10 | Церква Покрова Пресвятої Богородиці                         | с. Малі Крушлинці       | Вінницька            | Вінницький          | Вінницьке районне  | ієрей Павло Звіринський     |                |                                                                 |
| 11 | Церква святого Димитрія Солунського                         | с. Стадниця             | Вінницька            | Вінницький          | Вінницьке районне  | ієрей Павло Звіринський     | 7 січня 2019   | [ 10 ]                                                          |
| 12 | Церква апостола Йоана Богослова                             | с. Бохоники             | Агрономічна          | Вінницький          | Вінницьке районне  | прот. Віктор Чверкун        | 19 січня 2019  | [ 11 ]                                                          |
| 13 | Церква святого Димитрія Солунського                         | с. Рівець               | Агрономічна          | Вінницький          | Вінницьке районне  | прот. Іоан Просяновський    |                |                                                                 |
| 14 | Церква Чуда архістратига Михаїла в Хонах                    | смт. Вороновиця         | Вороновицька         | Вінницький          | Вінницьке районне  | прот. Володимир Мельникович | 24 грудня 2018 | [ 12 ]                                                          |
| 15 | Парафія Різдва Пресвятої Богородиці                         | смт. Вороновиця         | Вороновицька         | Вінницький          | Вінницьке районне  | прот. Володимир Мельникович |                |                                                                 |
| 16 | Церква архістратига Михаїла                                 | с. Комарів              | Вороновицька         | Вінницький          | Вінницьке районне  | прот. Валентин Гуторов      | 11 січня 2019  | [ 13 ]                                                          |
| 17 | Церква Успіння Пресвятої Богородиці                         | с. Степанівка           | Вороновицька         | Вінницький          | Вінницьке районне  | прот. Валентин Гуторов      | 13 січня 2019  | [ 13 ]                                                          |
| 18 | Церква апостола Йоана Богослова                             | с. Потуш                | Вороновицька         | Вінницький          | Вінницьке районне  | прот. Михаїл Хомин          | 6 травня 2022  | [ 14 ]                                                          |
| 19 | Церква архістратига Михаїла                                 | с. Тростянець           | Вороновицька         | Вінницький          | Вінницьке районне  | прот. Михаїл Хомин          | 6 травня 2022  | [ 14 ]                                                          |
| 20 | Церква Різдва Пресвятої Богородиці                          | с. Кусиківці            | Літинська            | Вінницький          | Вінницьке районне  | ієрей Анатолій Блащук       |                |                                                                 |
| 21 | Церква Воздвиження Хреста Господнього                       | с. Іванівка             | Лука-Мелешківська    | Вінницький          | Вінницьке районне  | прот. Володимир Мельникович | 24 грудня 2018 | [ 12 ]                                                          |
| 22 | Церква Преображення Господнього                             | с. Лука-Мелешківська    | Лука-Мелешківська    | Вінницький          | Вінницьке районне  | прот. Віктор Чверкун        |                |                                                                 |
| 23 | Церква святої Параскеви                                     | с. Тютьки               | Лука-Мелешківська    | Вінницький          | Вінницьке районне  | прот. Іоан Просяновський    |                |                                                                 |
| 24 | Церква святого Димитрія Солунського                         | с. Сокиринці            | Лука-Мелешківська    | Вінницький          | Вінницьке районне  | ієрей Володимир Кірган      | 29 грудня 2018 | [ 15 ]                                                          |
| 25 | Церква Різдва Пресвятої Богородиці                          | с. Хижинці              | Лука-Мелешківська    | Вінницький          | Вінницьке районне  | ієрей Володимир Кірган      |                |                                                                 |
| 26 | Церква Покрова Пресвятої Богородиці                         | смт. Стрижавка          | Стрижавська          | Вінницький          | Вінницьке районне  | арх. Дорофей (Маркевич)     |                |                                                                 |
| 27 | Церква святого Миколая                                      | смт. Стрижавка          | Стрижавська          | Вінницький          | Вінницьке районне  | прот. Олександр Швець       |                |                                                                 |
| 28 | Церква Успіння Пресвятої Богородиці                         | смт. Стрижавка          | Стрижавська          | Вінницький          | Вінницьке районне  | прот. Олександр Швець       |                |                                                                 |
| 29 | Каплиця ікони «Всіх скорботних радість»                     | смт. Стрижавка          | Стрижавська          | Вінницький          | Вінницьке районне  | арх. Дорофей (Маркевич)     |                |                                                                 |
| 30 | Церква святого Димитрія Солунського                         | с. Лаврівка             | Стрижавська          | Вінницький          | Вінницьке районне  | ієрей Павло Звіринський     |                |                                                                 |
| 31 | Церква святої Параскеви                                     | с. Медвідка             | Стрижавська          | Вінницький          | Вінницьке районне  | прот. Миколай Кульпекін     |                |                                                                 |
| 32 | Церква святого Миколая                                      | с. Пеньківка            | Стрижавська          | Вінницький          | Вінницьке районне  | ієрей Анатолій Блащук       |                |                                                                 |
| 33 | Церква архістратига Михаїла                                 | с. Сосонка              | Стрижавська          | Вінницький          | Вінницьке районне  | прот. Василій Коровай       |                |                                                                 |
| 34 | Церква Покрова Пресвятої Богородиці                         | с. Супрунів             | Стрижавська          | Вінницький          | Вінницьке районне  | ієрей Анатолій Блащук       |                |                                                                 |
| 35 | Церква святого Димитрія Солунського                         | с. Кузьминці            | Кунківська           | Гайсинський         | Гайсинське         | прот. Андрій Корнега        |                |                                                                 |
| 36 | Церква Різдва Пресвятої Богородиці                          | с. Щурівці              | Кунківська           | Гайсинський         | Гайсинське         | прот. Андрій Корнега        |                |                                                                 |
| 37 | Церква Покрова Пресвятої Богородиці                         | с. Ходаки               | Барська              | Жмеринський         | Жмеринське         | прот. Василій Коровай       |                |                                                                 |
| 38 | Церква святого Миколая                                      | с. Шевченкове           | Барська              | Жмеринський         | Жмеринське         | прот. Димитрій Пилинь       |                |                                                                 |
| 39 | Церква святого Димитрія Солунського                         | с. Людавка              | Жмеринська           | Жмеринський         | Жмеринське         | ієрей Максим Керекеша       |                |                                                                 |
| 40 | Церква святого Димитрія Солунського                         | с. Примощаниця          | Копайгородська       | Жмеринський         | Жмеринське         | прот. Димитрій Пилинь       |                |                                                                 |
| 41 | Церква святого Димитрія Солунського                         | с. Олександрівка        | Северинівська        | Жмеринський         | Жмеринське         | ієрей Анатолій Стасишен     |                |                                                                 |
| 42 | Церква святого Димитрія Солунського                         | с. Будне                | Шаргородська         | Жмеринський         | Жмеринське         | прот. Михаїл Івченко        |                |                                                                 |
| 43 | Церква святого Миколая                                      | с. Зведенівка           | Шаргородська         | Жмеринський         | Жмеринське         | прот. Михаїл Івченко        |                |                                                                 |
| 44 | Церква Покрова Пресвятої Богородиці                         | с. Сьомаки              | Жмеринська           | Жмеринський         | Жмеринське         | прот. Ярослав Дячина        | 8 червня 2022  | [ 16 ]                                                          |
| 45 | Церква Успіння Пресвятої Богородиці                         | с. Межирів              | Жмеринська           | Жмеринський         | Жмеринське         | прот. Ярослав Дячина        | 8 червня 2022  | [ 16 ]                                                          |
| 46 | Церква Покрова Пресвятої Богородиці                         | с. Кармалюкове          | Жмеринська           | Жмеринський         | Жмеринське         | прот. Ярослав Дячина        | 8 червня 2022  | [ 16 ]                                                          |
| 47 | Церква святого Миколая                                      | с. Непедівка            | Глуховецька          | Хмільницький        | Козятинське        |                             |                |                                                                 |
| 48 | Церква святого Йоана Хрестителя                             | с. Пузирки              | Глуховецька          | Хмільницький        | Козятинське        |                             |                |                                                                 |
| 49 | Церква апостолів Петра і Павла                              | смт. Залізничне         | Козятинська          | Хмільницький        | Козятинське        |                             |                |                                                                 |
| 50 | Церква архістратига Михаїла                                 | с. Кордишівка           | Козятинська          | Хмільницький        | Козятинське        |                             |                |                                                                 |
| 51 | Церква Покрова Пресвятої Богородиці                         | с. Блажіївка            | Самогородська        | Хмільницький        | Козятинське        |                             |                |                                                                 |
| 52 | Церква апостола Луки                                        | с. Михайлин             | Самогородська        | Хмільницький        | Козятинське        | ієрей Олексій Якубівський   | 18 травня 2022 | [ 17 ]                                                          |
| 53 | Парафія Покрова Пресвятої Богородиці                        | с. Безіменне            | Махнівська           | Хмільницький        | Козятинське        |                             |                | Молитовний будинок.                                             |
| 54 | Церква Різдва Пресвятої Богородиці                          | с. Махнівка             | Махнівська           | Хмільницький        | Козятинське        | ієрей Володимир Білик       |                |                                                                 |
| 55 | Церква архістратига Михаїла                                 | с. Перемога             | Махнівська           | Хмільницький        | Козятинське        | ієрей Володимир Білик       |                |                                                                 |
| 56 | Церква Покрова Пресвятої Богородиці                         | с. Байківка             | Іванівська           | Хмільницький        | Хмільницьке        | прот. Георгій Дончак        |                |                                                                 |
| 57 | Церква Успіння Пресвятої Богородиці                         | с. Гущинці              | Іванівська           | Хмільницький        | Хмільницьке        | прот. Олег Кожушний         |                |                                                                 |
| 58 | Парафія апостолів Петра і Павла                             | с. Іванів               | Іванівська           | Хмільницький        | Хмільницьке        | ієрей Юрій Волощук          |                | [ 18 ]                                                          |
| 59 | Церква апостола Луки                                        | с. Кам'яногірка         | Іванівська           | Хмільницький        | Хмільницьке        |                             |                |                                                                 |
| 60 | Церква святої Анни                                          | с. Голендри             | Калинівська          | Хмільницький        | Хмільницьке        | прот. Віталій Трач          | 3 травня 2022  | [ 19 ]                                                          |
| 61 | Церква Святої Трійці                                        | с. Заливанщина          | Калинівська          | Хмільницький        | Хмільницьке        | прот. Віталій Трач          | 3 травня 2022  | [ 19 ]                                                          |
| 62 | Церква святої Параскеви Сербської                           | с. Мирне                | Калинівська          | Хмільницький        | Хмільницьке        | ієрей Назарій Трач          | 3 травня 2022  | [ 19 ]                                                          |
| 63 | Церква святої Марії Магдалини                               | с. Мізяківська Слобідка | Калинівська          | Хмільницький        | —                  |                             | 13 червня 2022 | Храм скита Вінницького Благовіщенського монастиря               |
| 64 | Церква архістратига Михаїла                                 | с. Нападівка            | Калинівська          | Хмільницький        | Хмільницьке        | прот. Йосип Данко           | 13 травня 2022 | [ 21 ]                                                          |
| 65 | Церква архістратига Михаїла                                 | с. Нова Гребля          | Калинівська          | Хмільницький        | Хмільницьке        | прот. Володимир Слободонюк  | 8 травня 2022  | [ 22 ]                                                          |
| 66 | Церква Воздвиження Хреста Господнього                       | с. Сальник              | Калинівська          | Хмільницький        | Хмільницьке        | прот. Георгій Дончак        |                |                                                                 |
| 67 | Церква святого Феодосія Чернігівського                      | с. Райки                | Староостропільська   | Хмільницький        | Хмільницьке        | прот. Йосип Данко           | 13 травня 2022 | [ 21 ]                                                          |
| 68 | Церква святого Миколая                                      | с. Бахтин               | Мурованокуриловецька | Могилів-Подільський | Могилів-Подільське | прот. Володимир Гронський   |                |                                                                 |
| 69 | Церква нерукотворного образу Христа Спасителя               | с. Дерешова             | Мурованокуриловецька | Могилів-Подільський | Могилів-Подільське | прот. Володимир Гронський   |                |                                                                 |
| 70 | Церква святої Параскеви Сербської                           | с. Долиняни             | Мурованокуриловецька | Могилів-Подільський | Могилів-Подільське | прот. Олександр Казьміров   |                |                                                                 |
| 71 | Церква Вознесіння Господнього                               | с. Дружба               | Мурованокуриловецька | Могилів-Подільський | Могилів-Подільське | прот. Володимир Гронський   |                |                                                                 |
| 72 | Церква святого Миколая                                      | с. Котюжани             | Мурованокуриловецька | Могилів-Подільський | Могилів-Подільське | прот. Олександр Казьміров   |                |                                                                 |
| 73 | Церква Димитрія Солунського                                 | с. Морозівка            | Мурованокуриловецька | Могилів-Подільський | Могилів-Подільське | прот. Олександр Казьміров   |                |                                                                 |
| 74 | Церква Різдва Пресвятої Богородиці                          | с. Снітків              | Мурованокуриловецька | Могилів-Подільський | Могилів-Подільське | прот. Олександр Казьміров   |                |                                                                 |
| 75 | Церква Різдва Пресвятої Богородиці                          | с. Володіївці           | Чернівецька          | Могилів-Подільський | Могилів-Подільське |                             |                |                                                                 |
| 76 | Церква святого Миколая                                      | с. Дзигівка             | Ямпільська           | Могилів-Подільський | Могилів-Подільське |                             |                |                                                                 |
| 77 | Церква Покрова Пресвятої Богородиці                         | с. Кісниця              | Городківська         | Тульчинський        | Тульчинське        |                             |                |                                                                 |
| 78 | Церква апостола Андрія Першозваного                         | смт. Вапнярка           | Вапнярська           | Тульчинський        | Тульчинське        | прот. Сергій Поврозник      |                |                                                                 |
| 79 | Церква Покрова Пресвятої Богородиці                         | с. Колоденка            | Вапнярська           | Тульчинський        | Тульчинське        | прот. Сергій Поврозник      | 16 лютого 2019 | [ 23 ]                                                          |
| 80 | Парафія нерукотворного образу Христа Спасителя              | смт. Томашпіль          | Томашпільська        | Томашпільський      | Тульчинське        | прот. Михаїл Василюк        | 2020           | 31 жовтня 2021 освячено місце для будівництва храму.            |

### Ставропігійні парафії
| # | Назва                               | Населений пункт | Громада       | Район          | Область   | Настоятель              | Приєднання     | Примітки |
| - | ----------------------------------- | --------------- | ------------- | -------------- | --------- | ----------------------- | -------------- | -------- |
| 1 | Церква святих Кирила і Мефодія      | м. Нововолинськ | Нововолинська | Володимирський | Волинська | прот. Олександр Горевич | 10 квітня 2022 | [ 25 ]   |
| 2 | Церква Різдва Пресвятої Богородиці  | с. Бортнів      | Поромівська   | Володимирський | Волинська | прот. Петро Кубінський  | 24 травня 2022 | [ 26 ]   |
| 3 | Церква Успіння Пресвятої Богородиці | с. Шахтарське   | Поромівська   | Володимирський | Волинська | прот. Петро Кубінський  | 24 травня 2022 | [ 26 ]   |

### Колишні парафії
| # | Назва                                    | Населений пункт | Громада    | Район        | Благочиння    | Настоятель                | Створення / приєднання | Закриття / перехід | Примітки      |
| - | ---------------------------------------- | --------------- | ---------- | ------------ | ------------- | ------------------------- | ---------------------- | ------------------ | ------------- |
| 1 | Церква Благовіщення Пресвятої Богородиці | м. Луцьк        | Луцька     | Луцький      | Ставропігійна | прот. Володимир Літвенчук | 15 травня 2022         | 7 червня 2022      | [ 27 ] [ 28 ] |
| 2 | Церква святого Димитрія Солунського      | с. Пагурці      | Уланівська | Хмільницький | Хмільницьке   | прот. Ярослав Микитин     | 19 травня 2022         | 5 червня 2022      | [ 29 ] [ 30 ] |
| 3 | Церква апостола Йоана Богослова          | с. Рогинці      | Уланівська | Хмільницький | Хмільницьке   | прот. Ярослав Микитин     | 19 травня 2022         | 5 червня 2022      | [ 29 ] [ 30 ] |
| 4 | Церква Вознесіння Господнього            | с. Уланів       | Уланівська | Хмільницький | Хмільницьке   | прот. Ярослав Микитин     | 19 травня 2022         | 5 червня 2022      | [ 29 ] [ 30 ] |
| 5 | Церква святих Косми і Даміана            | с. Чернятинці   | Уланівська | Хмільницький | Хмільницьке   | прот. Ярослав Микитин     | 19 травня 2022         | 5 червня 2022      | [ 29 ] [ 30 ] |

## Монастирі
- Жіночий монастир Благовіщення Пресвятої Богородиці в м. Вінниця, заснований 1635 року, ліквідований 1845 року та відновлений 2021 року.
  - Скит святої рівноапостольної Марії Магдалини у с. Мізяківська Слобідка Хмільницького району, перша літургія відбулася 13 червня 2022 року[20].